# Copa Intercontinental 1973
La Copa Intercontinental 1973 fue la decimocuarta edición del torneo que enfrentaba al campeón de la Copa Libertadores de América con el campeón de la Copa de Campeones de Europa.
Los equipos participantes fueron Independiente de Argentina, ganador de la Copa Libertadores 1973, y Juventus de Italia, subcampeón de la Copa de Campeones de Europa 1972-73 —en el lugar del campeón Ajax de Países Bajos, que renunció a la competición por problemas económicos—. El certamen, en principio, iba a realizarse en el habitual formato de ida y vuelta con cada equipo actuando en condición de local en uno de los encuentros, pero el club italiano, que inicialmente había desistido de participar, aceptó jugar solamente si la final se realizaba a partido único en un estadio neutral en territorio italiano para evitar viajar a Argentina y sufrir un episodio similar al de la edición de 1969. Finalmente, y con la debida aprobación del equipo sudamericano, se disputó un único partido en el Estadio Olímpico de Roma el día 28 de noviembre de 1973 que culminó con una histórica victoria de Independiente por 1-0, con un gol marcado por Ricardo Bochini a falta de diez minutos. El triunfo le otorgó al cuadro argentino su primer título como campeón del mundo.

## Equipos participantes
| Conmebol (Sudamérica) |  | Independiente |  | Campeón de la Copa Libertadores de América (1973)      |
| UEFA (Europa)         |  | Juventus      |  | Subcampeón de la Copa de Campeones de Europa (1972-73) |

## Sede
Por expreso pedido de Juventus, la final se disputó a un solo partido en el Estadio Olímpico de la ciudad de Roma, capital italiana. El cuadro Bianconeri procuraba no tener que viajar a Argentina, a fin de evitar posibles hechos de violencia como los que acontecieron en la Copa Intercontinental 1969, que enfrentó a Milan y Estudiantes de La Plata.
| Italia              |                 |
| Ciudad              | Estadio         |
| Roma                | Stadio Olimpico |
|                     |                 |
| 80 000 espectadores |                 |

## Ficha del partido
| 1          | POR        | Dino Zoff            |     |
| 2          | DEF        | Luciano Spinosi      | 74' |
| 4          | DEF        | Claudio Gentile      |     |
| 5          | DEF        | Francesco Morini     |     |
| 6          | DEF        | Sandro Salvadore     |     |
| 3          | MED        | Gianpietro Marchetti |     |
| 7          | MED        | Franco Causio        |     |
| 8          | MED        | Antonello Cuccureddu |     |
| 9          | DEL        | Pietro Anastasi      |     |
| 10         | DEL        | José Altafini        |     |
| 11         | DEL        | Roberto Bettega      | 74' |
| Entrenador | Entrenador | Čestmír Vycpálek     |     |

| 12         | POR        | Miguel Ángel Santoro  |     |
| 4          | DEF        | Eduardo Commisso      |     |
| 2          | DEF        | Miguel Ángel López    |     |
| 6          | DEF        | Francisco Sá          |     |
| 3          | DEF        | Ricardo Pavoni        |     |
| 8          | MED        | Rubén Galván          |     |
| 5          | MED        | Miguel Ángel Raimondo |     |
| 10         | MED        | Ricardo Bochini       |     |
| 7          | DEL        | Agustín Balbuena      |     |
| 9          | DEL        | Eduardo Maglioni      |     |
| 11         | DEL        | Daniel Bertoni        | 83' |
| Entrenador | Entrenador | Roberto Ferreiro      |     |

|  | DEF | Silvio Longobucco | 74' |
|  | MED | Fernando Viola    | 74' |

|  | MED | Alejandro Semenewicz | 83' |

| Anotado | 80' | Ricardo Bochini | 0:1 |

| Amonestado | Ricardo Pavoni |

| Árbitro | Alfred Delcourt |

| 1          | POR        | Dino Zoff            |     |
| 2          | DEF        | Luciano Spinosi      | 74' |
| 4          | DEF        | Claudio Gentile      |     |
| 5          | DEF        | Francesco Morini     |     |
| 6          | DEF        | Sandro Salvadore     |     |
| 3          | MED        | Gianpietro Marchetti |     |
| 7          | MED        | Franco Causio        |     |
| 8          | MED        | Antonello Cuccureddu |     |
| 9          | DEL        | Pietro Anastasi      |     |
| 10         | DEL        | José Altafini        |     |
| 11         | DEL        | Roberto Bettega      | 74' |
| Entrenador | Entrenador | Čestmír Vycpálek     |     |

| 12         | POR        | Miguel Ángel Santoro  |     |
| 4          | DEF        | Eduardo Commisso      |     |
| 2          | DEF        | Miguel Ángel López    |     |
| 6          | DEF        | Francisco Sá          |     |
| 3          | DEF        | Ricardo Pavoni        |     |
| 8          | MED        | Rubén Galván          |     |
| 5          | MED        | Miguel Ángel Raimondo |     |
| 10         | MED        | Ricardo Bochini       |     |
| 7          | DEL        | Agustín Balbuena      |     |
| 9          | DEL        | Eduardo Maglioni      |     |
| 11         | DEL        | Daniel Bertoni        | 83' |
| Entrenador | Entrenador | Roberto Ferreiro      |     |

|  | DEF | Silvio Longobucco | 74' |
|  | MED | Fernando Viola    | 74' |

|  | MED | Alejandro Semenewicz | 83' |

| Anotado | 80' | Ricardo Bochini | 0:1 |

| Amonestado | Ricardo Pavoni |

| Árbitro | Alfred Delcourt |

|                       |
| Bandera de Argentina  |
| Campeón Independiente |
| 1.er título           |